# CLCF1
CLCF1‏ (Cardiotrophin like cytokine factor 1) هوَ بروتين يُشَفر بواسطة جين CLCF1 في الإنسان.